# Liste der britischen Innenminister
Die Position des Innenministers mit der Bezeichnung Home Secretary wurde im britischen Kabinett erstmals 1782 vergeben. Das Amt zählt neben dem des Schatzkanzlers und des Außenministers zu den höchsten im britischen Kabinett (Great Offices of State) und wurde bereits von mehreren Premierministern ausgeübt. Der Innenminister leitet das Home Office.
| Home Secretary (seit 1782)                             | Home Secretary (seit 1782) | Home Secretary (seit 1782) |
| Minister                                               | Beginn der Amtszeit        | Ende der Amtszeit          |
| ------------------------------------------------------ | -------------------------- | -------------------------- |
| William Petty, 2. Earl of Shelburne                    | 27. März 1782              | 10. Juli 1782              |
| Thomas Townshend, 1. Viscount Sydney                   | 10. Juli 1782              | 2. April 1783              |
| Frederick North, 2. Earl of Guilford                   | 2. April 1783              | 19. Dezember 1783          |
| George Nugent-Temple-Grenville, 3. Earl Temple         | 19. Dezember 1783          | 23. Dezember 1783          |
| Thomas Townshend, 1. Viscount Sydney (2. Amtszeit)     | 23. Dezember 1783          | 5. Juni 1789               |
| William Grenville, 1. Baron Grenville                  | 5. Juni 1789               | 8. Juni 1791               |
| Henry Dundas                                           | 8. Juni 1791               | 11. Juli 1794              |
| William Cavendish-Bentinck, 3. Duke of Portland        | 11. Juli 1791              | 30. Juli 1801              |
| Thomas Pelham, 1. Baron Pelham                         | 30. Juli 1801              | 17. August 1803            |
| Charles Philip Yorke                                   | 17. August 1803            | 12. Mai 1804               |
| Robert Jenkinson, 2. Earl of Liverpool                 | 12. Mai 1804               | 5. Februar 1806            |
| George Spencer, 2. Earl Spencer                        | 5. Februar 1806            | 25. März 1807              |
| Robert Jenkinson, 2. Earl of Liverpool (2. Amtszeit)   | 25. März 1807              | 1. November 1809           |
| Richard Ryder                                          | 1. November 1809           | 8. Juni 1812               |
| Henry Addington, 1. Viscount Sidmouth                  | 11. Juni 1812              | 17. Januar 1822            |
| Robert Peel                                            | 17. Januar 1822            | 10. April 1827             |
| William Sturges-Bourne                                 | 30. April 1827             | 16. Juli 1827              |
| Henry Petty-Fitzmaurice, 3. Marquess of Lansdowne      | 16. Juli 1827              | 26. Januar 1828            |
| Robert Peel (2. Amtszeit)                              | 26. Januar 1828            | 22. November 1830          |
| William Lamb, 2. Viscount Melbourne                    | 22. November 1830          | 16. Juli 1834              |
| John Ponsonby, Viscount Duncannon                      | 19. Juli 1834              | 15. November 1834          |
| Arthur Wellesley, 1. Duke of Wellington                | 15. November 1834          | 15. Dezember 1834          |
| Henry Goulburn                                         | 15. Dezember 1834          | 18. April 1835             |
| John Russell, 1. Earl Russell                          | 18. April 1835             | 30. August 1839            |
| Constantine Phipps, 1. Marquess of Normanby            | 30. August 1839            | 30. August 1841            |
| Sir James Graham, 2. Baronet                           | 6. September 1841          | 30. Juni 1846              |
| Sir George Grey, 2. Baronet                            | 6. Juli 1846               | 23. Februar 1852           |
| Spencer Horatio Walpole                                | 27. Februar 1852           | 19. Dezember 1852          |
| Henry Temple, 3. Viscount Palmerston                   | 28. Dezember 1852          | 6. Februar 1855            |
| Sir George Grey (2. Amtszeit)                          | 8. Februar 1855            | 26. Februar 1858           |
| Spencer Horatio Walpole (2. Amtszeit)                  | 26. Februar 1858           | 3. März 1859               |
| Thomas Sotheron-Estcourt                               | 3. März 1859               | 18. Juni 1859              |
| Sir George Lewis, 2. Baronet                           | 18. Juni 1859              | 25. Juli 1861              |
| Sir George Grey (3. Amtszeit)                          | 25. Juli 1861              | 28. Juni 1866              |
| Spencer Horatio Walpole (3. Amtszeit)                  | 6. Juli 1866               | 17. Mai 1867               |
| Gathorne Hardy                                         | 17. Mai 1867               | 3. Dezember 1868           |
| Henry Bruce, 1. Baron Aberdare                         | 9. Dezember 1868           | 9. August 1873             |
| Robert Lowe, 1. Viscount Sherbrooke                    | 9. August 1873             | 20. Februar 1874           |
| Sir Richard Cross                                      | 21. Februar 1874           | 23. April 1880             |
| Sir William Vernon Harcourt                            | 28. April 1880             | 23. Juni 1885              |
| Sir Richard Cross (2. Amtszeit)                        | 24. Juni 1885              | 1. Februar 1886            |
| Hugh Childers                                          | 6. Februar 1886            | 26. Juli 1886              |
| Henry Matthews                                         | 3. August 1886             | 15. August 1892            |
| Herbert Henry Asquith                                  | 18. August 1892            | 25. Juni 1895              |
| Sir Matthew Ridley, 5. Baronet                         | 29. Juni 1895              | 12. November 1900          |
| Charles Ritchie                                        | 12. November 1900          | 12. Juli 1902              |
| Aretas Akers-Douglas, 1. Viscount Chilston             | 12. Juli 1902              | 5. Dezember 1905           |
| Herbert Gladstone                                      | 11. Dezember 1905          | 19. Februar 1910           |
| Winston Churchill                                      | 19. Februar 1910           | 24. Oktober 1911           |
| Reginald McKenna                                       | 24. Oktober 1911           | 27. Mai 1915               |
| John Simon, 1. Viscount Simon                          | 27. Mai 1915               | 12. Januar 1916            |
| Herbert Samuel, 1. Viscount Samuel                     | 12. Januar 1916            | 7. Dezember 1916           |
| George Cave, 1. Viscount Cave                          | 11. Dezember 1916          | 14. Januar 1919            |
| Edward Shortt                                          | 14. Januar 1919            | 23. Oktober 1922           |
| William Bridgeman                                      | 25. Oktober 1922           | 22. Januar 1924            |
| Arthur Henderson                                       | 23. Januar 1924            | 4. November 1924           |
| William Joynson-Hicks, 1. Viscount Brentford           | 7. November 1924           | 5. Juni 1929               |
| John Robert Clynes                                     | 8. Juni 1929               | 26. August 1931            |
| Herbert Samuel, 1. Viscount Samuel (2. Amtszeit)       | 26. August 1931            | 1. Oktober 1932            |
| Sir John Gilmour, 2. Baronet                           | 1. Oktober 1932            | 7. Juni 1935               |
| John Allsebrook Simon, 1. Viscount Simon (2. Amtszeit) | 7. Juni 1935               | 28. Mai 1937               |
| Samuel Hoare, 1. Viscount Templewood                   | 28. Mai 1937               | 3. September 1939          |
| John Anderson, 1. Viscount Waverley                    | 4. September 1939          | 4. Oktober 1940            |
| Herbert Stanley Morrison                               | 4. Oktober 1940            | 23. Mai 1945               |
| Donald Somervell                                       | 25. Mai 1945               | 26. Juli 1945              |
| James Chuter-Ede                                       | 3. August 1945             | 26. Oktober 1951           |
| David Maxwell Fyfe                                     | 27. Oktober 1951           | 19. Oktober 1954           |
| Gwilym Lloyd George                                    | 19. Oktober 1954           | 14. Januar 1957            |
| Rab Butler                                             | 14. Januar 1957            | 13. Juli 1962              |
| Henry Brooke, Baron Brooke of Cumnor                   | 13. Juli 1962              | 16. Oktober 1964           |
| Frank Soskice                                          | 18. Oktober 1964           | 23. Dezember 1965          |
| Roy Jenkins                                            | 23. Dezember 1965          | 30. November 1967          |
| James Callaghan                                        | 30. November 1967          | 19. Juni 1970              |
| Reginald Maudling                                      | 20. Juni 1970              | 18. Juli 1972              |
| Leonard Carr, Baron Carr of Hadley                     | 18. Juli 1972              | 4. März 1974               |
| Roy Jenkins (2. Amtszeit)                              | 5. März 1974               | 10. September 1976         |
| Merlyn Rees                                            | 10. September 1976         | 4. Mai 1979                |
| William Whitelaw, 1. Viscount Whitelaw                 | 5. Mai 1979                | 11. Juni 1983              |
| Leon Brittan                                           | 11. Juni 1983              | 2. September 1985          |
| Douglas Hurd                                           | 2. September 1985          | 26. Oktober 1989           |
| David Waddington                                       | 26. Oktober 1989           | 28. November 1990          |
| Kenneth Baker, Baron Baker of Dorking                  | 28. November 1990          | 10. April 1992             |
| Kenneth Clarke                                         | 10. April 1992             | 27. Mai 1993               |
| Michael Howard                                         | 27. Mai 1993               | 2. Mai 1997                |
| Jack Straw                                             | 2. Mai 1997                | 8. Juni 2001               |
| David Blunkett                                         | 8. Juni 2001               | 15. Dezember 2004          |
| Charles Clarke                                         | 15. Dezember 2004          | 5. Mai 2006                |
| John Reid, Baron Reid of Cardowan                      | 5. Mai 2006                | 27. Juni 2007              |
| Jacqui Smith                                           | 28. Juni 2007              | 5. Juni 2009               |
| Alan Johnson                                           | 5. Juni 2009               | 11. Mai 2010               |
| Theresa May                                            | 11. Mai 2010               | 13. Juli 2016              |
| Amber Rudd                                             | 13. Juli 2016              | 29. April 2018             |
| Sajid Javid                                            | 30. April 2018             | 24. Juli 2019              |
| Priti Patel                                            | 24. Juli 2019              | 6. September 2022          |
| Suella Braverman                                       | 6. September 2022          | 19. Oktober 2022           |
| Grant Shapps                                           | 19. Oktober 2022           | 25. Oktober 2022           |
| Suella Braverman (2. Amtszeit)                         | 25. Oktober 2022           | 13. November 2023          |
| James Cleverly                                         | 13. November 2023          | 5. Juli 2024               |
| Yvette Cooper                                          | 5. Juli 2024               | amtierend                  |